# 李遘
李遘（8世纪—809年1月30日），唐朝皇子，是唐代宗李豫第八子。他的生母不详。
生年不详，从异母兄李迥生年推断，当在750年之后。大历十年（775年），李遘被父亲封为鄜王。建中四年（783年），李遘被哥哥唐德宗改封简王。元和四年（809年）正月十一，李遘去世。有子恩平郡王、司农卿李证，女李玄氲，嫁独孤某。

## 延伸阅读
[在维基数据编辑]
 《舊唐書·卷116》，出自刘昫《舊唐書》